# Accidentul aviatic din Dobrogea din 2 martie 2022

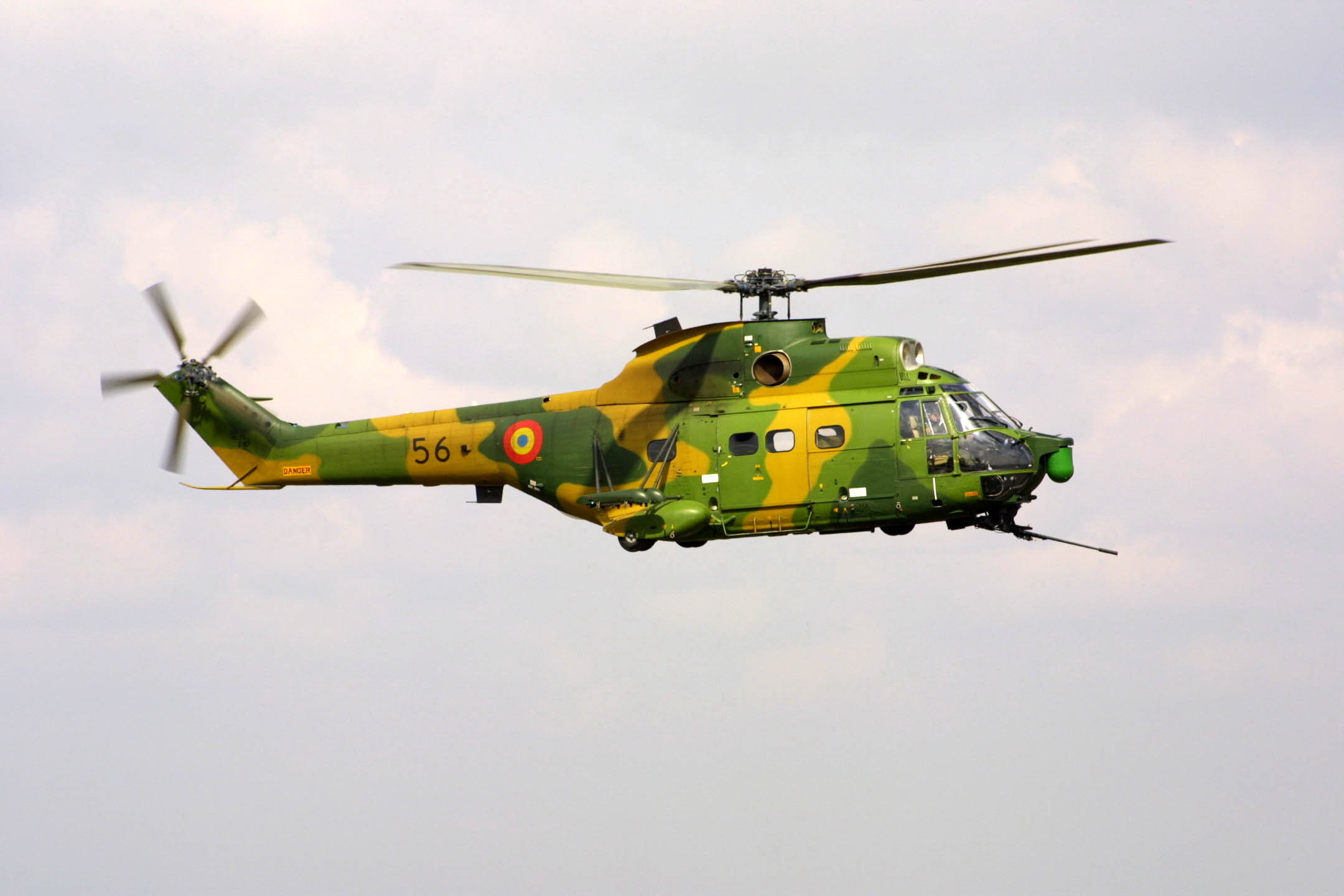
IAR-330 Puma

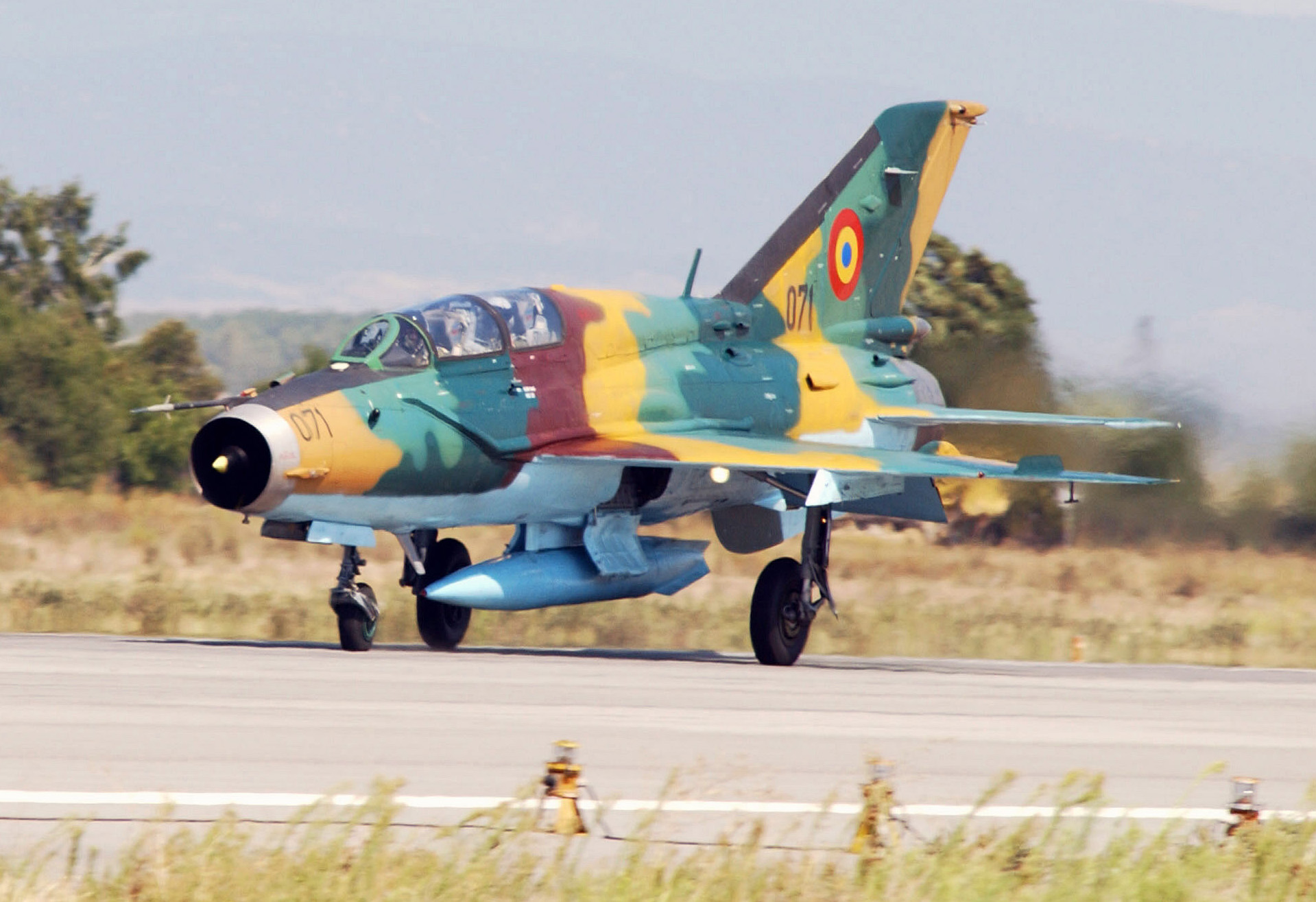
MiG-21 Lancer

În accidentul aviatic din Dobrogea din 2 martie 2022 o aeronavă MiG 21 LanceR s-a prăbușit în comuna constățeană Cogealac și un elicopter militar IAR 330-Puma s-a prăbușit în satul Gura Dobrogei din cauza condițiilor meteo nefavorabile. 8 militari au murit în urma acestui accident aviatic. Elicopterul a plecat la scurt timp în căutarea avionului MIG-21 care a dispărut de pe radare.
Cei opt militari care și-au pierdut viața în județul Constanța au fost decorați de președintele Klaus Iohannis.
Aeronava MiG 21 LanceR dispărută de pe radar aparținea Bazei 86 Aeriene Borcea.

## Decese
- căpitan Costinel Iosif Niță, pilotul de MiG 21 LanceR
- echipajul unui elicopterul IAR 330-Puma:[5]
  - locotenent-comandor Florin Bogdan
  - locotenent Sorin Pătrașcu
  - maistrul militar principal Banu Gelu
  - caporal cls. a III-a Cătălin Lateș
  - sergent Ionuț Marinescu, și
  - doi scafandri din cadrul Forțelor Navale Române: maistru militar cls. I Carp Vlad și maistru militar cls. a II-a Sergiu Bosoi.

## Dezinformări
O dezinformare provenită din mass-media online rusă care a fost preluată de surse românești ca rostonline.ro a afirmat că cele două aeronave militare românești ar fi fost doborâte, din greșeală, de sistemele de apărare antiaeriană S-300 ale Ucrainei pe fondul invaziei Rusiei. Forțele Aeriene Române au dezmințit informația lansată inițial pe militarywatch.com.